# Servantes de Notre-Dame de Fatima
Les Servantes de Notre-Dame de Fatima sont une congrégation religieuse féminine enseignante et hospitalière de droit pontifical.

## Histoire
Pour aider les prêtres, Luiza Andaluz fonde, le 15 octobre 1923 à Santarem (Portugal), une association de femmes sous le vocable de Notre-Dame de Fatima. Avec l'approbation du cardinal Manuel Gonçalves Cerejeira, patriarche de Lisbonne, l'association devient une congrégation de droit diocésain le 11 octobre 1939et reconnu par le Saint-Siège comme institut de droit pontifical le 13 octobre 1981.

## Activités et diffusion
Les sœurs se consacrent à l'enseignement, au service dans les séminaires et à la presse catholique.
Elles sont présentes en:
- Europe : Portugal, Belgique, Luxembourg.
- Amérique : Brésil.
- Afrique : Angola, Guinée-Bissau, Mozambique.

La maison-mère est à Lisbonne.
En 2017, la congrégation comptait 180 sœurs dans 30 maisons.